# Annemarie Steinsieck
Anna Maria Steinsieck (* 21. September 1889 in Berlin; † 29. August 1977 ebenda) war eine deutsche Schauspielerin.

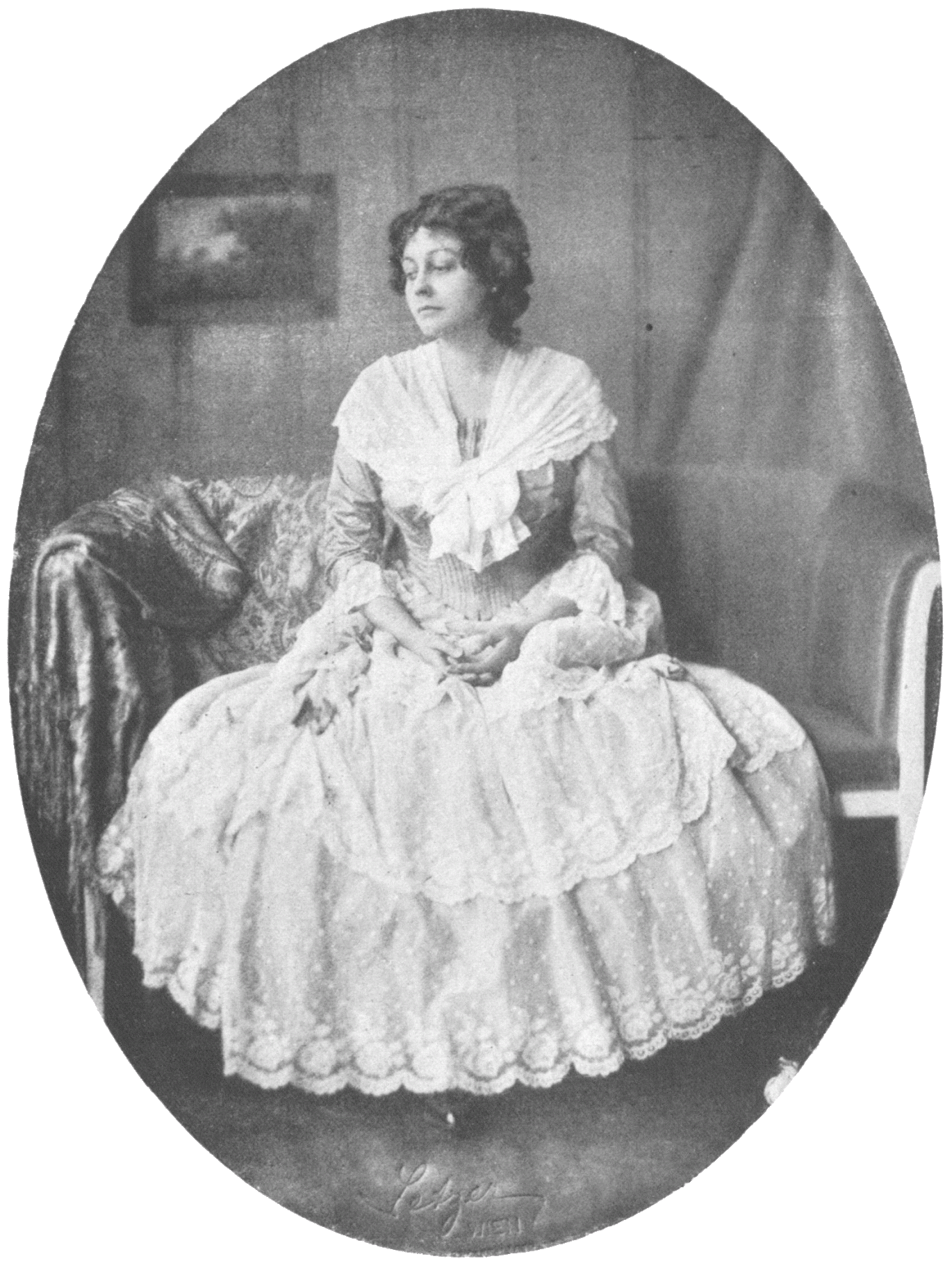
Annemarie Steinsieck in Wien,
Photo von Franz Xaver Setzer (1917)

## Werdegang
Sie erhielt ihre Ausbildung zur Schauspielerin bei Arthur Kraußneck und debütierte 1906 in Bielefeld. 1907 wurde sie an die Königlichen Schauspiele in Berlin verpflichtet und agierte bis 1919 an Berliner Bühnen. Dort war sie als Julia in Romeo und Julia, als Käthchen von Heilbronn und als Gretchen in Faust zu sehen.
1919 wechselte sie an das Volkstheater in Wien. Hier verkörperte sie besonders Figuren der Dramen Frank Wedekinds und Oscar Wildes. Zu dieser Zeit kam sie auch zu ihren ersten Rollen beim österreichischen Stummfilm.
Ende der zwanziger Jahre kehrte sie nach Berlin zurück. Sie spielte am Berliner Theater, am Theater in der Behrenstraße, am Rose-Theater, an der Komödie und vor allem an der Volksbühne. Hier war sie unter anderem 1935 in Prinz Friedrich von Homburg, 1937 in Ein Volksfeind, 1938 in College Crampton von Gerhart Hauptmann, 1939 in Der Raub der Sabinerinnen und 1942 in Emilia Galotti zu sehen, bis im Januar 1944 das große Haus der Volksbühne aufgrund von Fliegerbombenschäden geschlossen wurde. Beim Film blieb sie auf Nebenrollen beschränkt, zum Beispiel 1937 als pikierte Frau Bankdirektor und Gegenspielerin Grethe Weisers in Die göttliche Jette. Sie stand 1944 in der Gottbegnadeten-Liste des Reichsministeriums für Volksaufklärung und Propaganda.
Nach Kriegsende trat Annemarie Steinsieck vor allem an der Tribüne und am Theater am Kurfürstendamm auf. Eine ihrer bedeutendsten Altersrollen war die Gräfin in Die Soldaten. Als Schauspiellehrerin bildete sie neben anderen Sabine Thalbach und Evamaria Bath aus. Sie war mit dem Schauspieler Hugo Werner-Kahle verheiratet, mit dem sie in einigen Stummfilmen gemeinsam zu sehen war.

## Filmografie
- 1920: Der Herzog von Reichstadt
- 1920: Der Irrweg
- 1920: Ruhmlose Helden
- 1920: Der Wegweiser
- 1920: Brüder im Schicksal
- 1922: Die Rosenkreuzer
- 1922: Napoleon in Schönbrunn
- 1922: Das verlorene Ich
- 1922: Die Tuberkulose
- 1923: Der Türmer von St. Stephan
- 1923: Pflicht und Ehre
- 1924: Moderne Laster
- 1927: Im Schatten des elektrischen Stuhls
- 1929: Drei machen ihr Glück
- 1930: Ariane
- 1934: So endete eine Liebe
- 1935: Hermine und die sieben Aufrechten
- 1935: Frischer Wind aus Kanada
- 1935: Wenn die Musik nicht wär'
- 1935: Einer zuviel an Bord
- 1936: Männer vor der Ehe
- 1936: Eine Frau ohne Bedeutung
- 1936: Familienparade
- 1936: Ein seltsamer Gast
- 1936: Der geheimnisvolle Mister X
- 1936: Du bist mein Glück
- 1937: Die göttliche Jette
- 1937: Die Seitensprünge des Herrn Blohm
- 1937: Andere Welt
- 1938: Die kleine und die große Liebe
- 1938: Ballade
- 1938: Fracht von Baltimore
- 1940: Kora Terry
- 1941: Friedemann Bach
- 1944: Die Zaubergeige
- 1944: Opfergang
- 1960: Der Tod im Apfelbaum
- 1961: Die Sache mit dem Ring